# شهرستان کانگمار
شهرستان کانگمار (به لاتین: Kangmar County) یک منطقهٔ مسکونی در چین است که در شیگاتسه واقع شده‌است.